# Avellinia
Genre
Avellinia est un genre de plantes monocotylédones de la famille des Poaceae, sous-famille des Pooideae, originaire du bassin méditerranéen.
Le nom générique, « Avellinia », est un hommage au botaniste napolitain, Giulio Avellino.

## Liste d'espèces
Selon World Checklist of Selected Plant Families (WCSP) (16 janvier 2017) :
- Avellinia festucoides (Link) Valdés & H.Scholz (2006)

Selon Tropicos (16 janvier 2017) (Attention liste brute contenant possiblement des synonymes) :
- Avellinia festucoides (Link) Valdés & H. Scholz
- Avellinia michelii (Savi) Parl.
- Avellinia savi Parl.
- Avellinia scabriuscula Nyman
- Avellinia tenuicula Nyman
- Avellinia warionis Sennen & Mauricio